# Weißer Stein
Weißer Stein (que en alemán quiere decir: Piedra Blanca; alternativamente escrito como Weisser Stein) se encuentra en el bosque de Mürringen, una localidad del municipio Büllingen en los cantones orientales de Bélgica. Es el punto más alto de este pueblo y el segundo punto más alto del país.
Mediciones alemanas (hasta 1920 la zona pertenecía a Alemania) indicaron una altitud de 689 m (NN, alemán estándar) en el punto de medición situado cerca, y una pequeña zona superior con 690 metros de altitud. En 2007 la Universidad de Lieja realizó mediciones y encontró una altura de 692 m (TAW, estándar de Bélgica). Google Earth causó algunas dudas sobre el Signal de Botrange (694 m TAW) como punto más alto de Bélgica porque su referencia vertical EGM96 se desvía un par de metros de la Normalnull alemana y el TAW belga, lo que sugiere una altitud de 701 m para el Weißer Stein. Un control preciso realizado por el Instituto Geográfico Nacional belga en 2010 mostró que el Weißer Stein se eleva una máxima 693,3 m TAW (= 691 m NN), por lo que difiere en menos de 1 m del Signal de Botrange.